# Macrobiotus stellaris
Macrobiotus stellaris är en djurart som tillhör fylumet trögkrypare, och som beskrevs av Du Bois-Reymond Marcus 1944. Macrobiotus stellaris ingår i släktet Macrobiotus och familjen Macrobiotidae. Inga underarter finns listade i Catalogue of Life.